# T2 Trainspotting
A T2 Trainspotting (eredeti cím: T2 Trainspotting) 2017-ben bemutatott film, az 1996-os Trainspotting című film folytatása. Irvine Welsh Pornó című könyve alapján készült, és Welsh is feltűnik a filmben egy rövid epizódszerep erejéig. A filmet Danny Boyle rendezte, a főbb szerepekben Ewan McGregor, Jonny Lee Miller, Robert Carlyle és Ewen Bremner látható.

## Cselekmény
Mark Renton 20 év után hazatér Skóciába, és újból találkozik régi barátaival. Spud éppen öngyilkos akart lenni, amikor Renton betoppan hozzá, de így nem jön össze a terve. Beteg Srác pedig jól elkalapálja őt, mert benne még élénken élnek a régmúlt történései. Begbie nem tud róla, hogy Renton visszatért, mert Spudék nem mondták el neki, de amikor megtudja, féktelen ámokfutásba kezd, mert mindenféleképpen rendezni akarja a számlát Rentonnal. De mikor rájön, hogy Spudék hazudtak neki, rájuk is rátámad.

## Szereplők
- Ewan McGregor – Mark Renton
- Jonny Lee Miller – Beteg Srác
- Robert Carlyle – Begbie
- Ewen Bremner – Spud
- Shirley Henderson  – Gail
- Anjela Nedyalkova – Veronika
- James Cosmo – Mark Renton apja
- Irvine Welsh – Mikey Forrester
- Kelly Macdonald – Diane

## Értékelések
| Értékelő                | Értékelés |
| ----------------------- | --------- |
| Tampa Bay Times         | 100/100   |
| The Seattle Times       | 100/100   |
| San Francisco Chronicle | 100/100   |
| Chicago Sun-Times       | 100/100   |
| The New York Times      | 80/100    |
| Los Angeles Times       | 80/100    |
| The Washington Post     | 75/100    |
| Rolling Stone           | 75/100    |
| Entertainment Weekly    | 75/100    |
| New York Daily News     | 70/100    |
| Austin Chronicle        | 67/100    |
| Miami Herald            | 63/100    |
| Boston Globe            | 63/100    |

## Idézetek a filmből
- Spud: Nem spórolok az idővel, nem is pazarlom, elég lazán vagyok vele. De sajnos az idő engem már nem kezel ugyanilyen lazán.
- Mark Renton: Válaszd a dizájner fehérneműt, hátha sikerül életet lehelned a döglött kapcsolatodba. Válaszd a retikült, válaszd a magassarkút, a kasmírt, a selymet, hogy érezhesd, amit úgy hívnak „boldogság”. Válaszd az iphone-t, amit Kínában rakott össze egy nő, aki kiugrott az ablakon és dugd a dzsekid zsebébe, amit egy dél-ázsiai pincében varrtak. Válaszd a Facebookot, a Twittert, a Snapchatet, az Instagramot és ezer másik oldalt, ahol büntetlenül fikázhatsz ismeretleneket. Válaszd a profilod frissítését, hogy tudja meg a világ, mit reggeliztél és reméld, hogy valahol valakit érdekel. Keress rá a volt csajaidra, remélve, hogy te nem nézel ki olyan szarul, mint ők. Válaszd az élő bloggolást az első recskától a halálodig. Az emberi kommunikáció mára egyszerű adatcsere lett! Válassz tíz dolgot, amit nem tudtál a plasztikázott celebekről. Válaszd az abortusz harcot, az erőszak vicceket, az áldozathibáztatást, a bosszúpornót és a nőgyűlölet végtelen depresszió hullámát. Válaszd, hogy 9/11 meg sem történt, de ha mégis, akkor a zsidók műve. Köss nulla órás munkaszerződést, utazz 2 órát a melóba és válaszd ugyanezt a kölykeidnek, vagy még rosszabbat. Ha meg nincsenek, akkor meg próbálj meg örülni neki, hogy nincsenek. Aztán dőlj hátra és nyomd el a fájdalmat valami ismeretlen cuccal, amit valaki egy kibaszott konyhában kotyvasztott bazdmeg. Válaszd a megszegett ígéreteket, amiket a mai fejjel már betartanál. Válaszd, hogy sohasem tanulsz a hibáidból. Válaszd az önmagát megismétlő történelmet. Válaszd, hogy lassan belenyugszol abba, hogy neked csak ennyi jutott, ahelyett, amiben mindig reménykedtél. Érd be kevesebbel, és vágj hozzá jópofát. Válaszd a csalódást. Válaszd, hogy elveszíted a szeretteidet és ahogy távolodsz tőlük, benned is meghal valami, amíg meg nem látod, hogy egy nap a jövőben szépen lassan mindannyian eltűnnek és semmi nem marad belőled, se élő, se holt. Válaszd a jövőt, Veronika, válaszd az életet! [2]
- Spud: Visszamentem az utcára, heti hét napra.
- Beteg Srác: Nosztalgia, ezért vagy itt. Egy turista vagy a múltadban.[3]
- Spud: Előbb jön a lehetőség, aztán jön az árulás.
- Francis Begbie: Változnak az idők, akkor is, ha mi nem.